# Громов, Семён Илларионович
Семён Илларионович Громов (1909—1982) — советский спортсмен-городошник, вместе с И. Лапицким, С. Шпаковским и И. Филатовым был одним из инициаторов создания клубных команд в Москве.

## Достижения
В 1949 году Семёну Громову первому среди городошников присвоили высшее звание «Заслуженного Мастера спорта СССР».
Он был одним из лучших городошником в довоенные и первые послевоенные годы. Владел уникальным броском биты из-за головы, чем покорял болельщиков.
Победитель чемпионата СССР по городошному спорту в 1940 и 1949 годах.
В 1949 году, выступая за клуб «Торпедо-Москва», установил всесоюзный рекорд — 90 фигур 150 бит.